# Абу Абдаллах Мухаммад II аль-Мунтасир
Абу Абдаллах Мухаммад II аль-Мунтасир (араб. أبو عبد الله محمد أبو عصيدة; нар. 1279 — 17 вересня 1309) — 8-й султан і 7-й халіф Держави Хафсідів в 1295—1309 роках. Відомий також як Абу Ассіда Мухаммад.

## Життєпис
Син халіфа Абу Закарії Ях'ї. Народився 1279 року, діставши ім'я Мухаммад. Невдовзі його батька і 3 братів було страчено за наказом стрийка Абу Ісхак Ібрагіма I. Проте Мухаммаду вдалося врятуватися у шейха берберів. Тут малого годували зародками пшениці, оскільки нічого не було. Тому він також став зватися Абу Ассіда.
1284 року після сходження на трон Абу Хафса Умара I зміг повернутися до Тунісу. Згодом оголошений спадкоємцем трону. Успадкував владу в 1295 році.
За посередництва візира Закарії ібн аль-Ліх'яні спробував замиритися зі стрийком Абу Закарією Ях'єю, що контролював Східний Магриб, південь Іфрікії та Триполітанію. У 1300 році скористався складним становищем останнього, що вимушений боротися проти маринідського війська. 1301 році після смерті Абу Закарії Ях'ї почав перемовини з сином останнього — Абу'л Бакою Халідом, — уклавши 1307 року угоду, за якою Халід після смерті Мухаммада II посідав трон Хафсідів.
Разом з тим халіф вирішив скористатися тривалою війною Фредеріка II, короля Сицилії, з Неаполітанським королівством, припинивши сплачувати данину першому. Також реформував військо, позбавившись впливу бедуїнів, і сприяв розвитку торгівлі з європейськими державами, насамперед італійськими. 1306 року повстало арабське плем'я ку'уб, але швидко було переможено. Втім ці події спричинили тривалі заворушення. У 1308 році уклав мирні угоди з Арагоном і Сицилією.
Помер 1309 року. Всупереч домовленостям 1307 року новим халіфом оголосили іншого стриєчного брата померлого — Абу Бакра, що спричинило поновлення боротьби за владу.